# Jenny Mensing
Jenny Mensing (Berlín, RDA, 26 de febrero de 1986) es una deportista alemana que compitió en natación, especialista en el estilo espalda.
Ganó cinco medallas en el Campeonato Europeo de Natación, en los años 2010 y 2012, y dos medallas de plata en el Campeonato Europeo de Natación en Piscina Corta, en los años 2009 y 2010.
Participó en dos Juegos Olímpicos de Verano, en los años 2012 y 2016, ocupando el noveno lugar en Londres 2012, en la prueba de 4 × 100 m estilos.

## Palmarés internacional
| Campeonato Europeo                  | Campeonato Europeo       | Campeonato Europeo | Campeonato Europeo |
| Año                                 | Lugar                    | Medalla            | Prueba             |
| ----------------------------------- | ------------------------ | ------------------ | ------------------ |
| 2010                                | Budapest (Hungría)       | Medalla de bronce  | 100 m espalda      |
| 2010                                | Budapest (Hungría)       | Medalla de bronce  | 4 × 100 m estilos  |
| 2012                                | Debrecen (Hungría)       | Medalla de oro     | 100 m espalda      |
| 2012                                | Debrecen (Hungría)       | Medalla de oro     | 4 × 100 m estilos  |
| 2012                                | Debrecen (Hungría)       | Medalla de plata   | 200 m espalda      |
| Campeonato Europeo en Piscina Corta |                          |                    |                    |
| Año                                 | Lugar                    | Medalla            | Prueba             |
| 2009                                | Estambul (Turquía)       | Medalla de plata   | 200 m espalda      |
| 2010                                | Eindhoven (Países Bajos) | Medalla de plata   | 4 × 50 m estilos   |